# Sandy Schüler-Täsch
Sandy Schüler-Täsch (* 5. Oktober 1974) ist eine deutsche Juristin. Sie ist seit Oktober 2023 Richterin am Bundesfinanzhof.

## Leben und Wirken
Schüler-Täsch trat nach ihrer Tätigkeit als wissenschaftliche Assistentin an einem Lehrstuhl für Steuerrecht und Öffentliches Recht an der Universität Leipzig 2004 in den höheren Dienst der Finanzverwaltung des Freistaats Sachsen ein. Dort war sie bei den Finanzämtern Grimma und Oschatz tätig und wechselte 2006 zur Oberfinanzdirektion Chemnitz. 2009 war sie für zwei Jahre als Richterin kraft Auftrags an das Sächsische Finanzgericht und 2011 für vier Jahre als wissenschaftliche Mitarbeiterin an den Bundesfinanzhof abgeordnet. Mitte 2015 wechselte sie als Richterin an das Finanzgericht Baden-Württemberg in Stuttgart. Schüler-Täsch wurde in Leipzig mit der Arbeit Jede Leistung hat ihre Steuer: der Leistungsbegriff im Umsatzsteuerrecht promoviert.
Nach der Ernennung zur Richterin am Bundesfinanzhof am 1. Oktober 2023 wies das Präsidium Schüler-Täsch dem IX. Senat zu, der im Wesentlichen für die Besteuerung von Einkünften aus Vermietung und Verpachtung sowie die Besteuerung privater Veräußerungsgeschäfte zuständig ist.